# Французькі Антильські острови

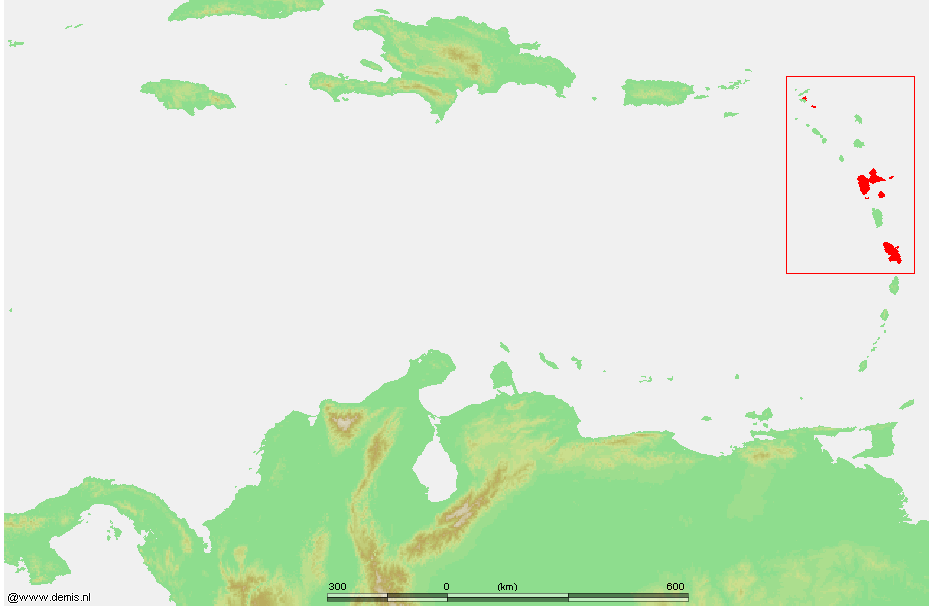
Сучасні володіння Франції в Карибському морі

Термін Французькі Антильські острови, також інколи Французька Вест-Індія стосується семи територій під французьким суверенітетом на Антильських островах Карибського моря:
- Два заморських департаменти:
  - Гваделупа (Бас-Тер і Гранд-Терр)
  - Мартиніка
- Дві заморських спільноти
  - Сен-Мартен
  - Сен-Бартельмі
- Три острови, що управляються Гваделупою:
  - Ле-Сент,
  - Марі-Галанте
  - Ла Дезірад

Завдяки своїй близькості, Французька Гвіана часто асоціюється з французькою Вест Індією.
| Франція | Це незавершена стаття з географії Франції. Ви можете допомогти проєкту, виправивши або дописавши її. |